# 八渡乡
八渡乡，是中华人民共和国四川省达州市大竹县下辖的一个乡镇级行政单位。

## 行政区划
八渡乡下辖以下地区：
场镇社区、青南村、华兴村、石城村、高山村、花岩村和天池村。